# Küküllővár község
Küküllővár község (románul: Comuna Cetatea de Baltă) község Fehér megyében, Romániában. Központja Küküllővár, beosztott falvai Boldogfalva, Felsőkarácsonfalva, Felsőtatárlaka.

## Népessége
A 2011-es népszámlálás adatai alapján a község népessége 2930 fő volt.